# Sant Blai d'Algerri
Sant Blai d'Algerri és una ermita d'Algerri (Noguera) inclosa a l'Inventari del Patrimoni Arquitectònic de Catalunya.

## Descripció
L'ermita de Sant Blai està ubicada al sud del nucli d'Algerri, quasi als afores de la població, en una antiga era abandonada. Es tracta d'un edifici aïllat d'una sola nau, quadrangular i amb una porxada gairebé tant gran com l'interior del temple.
El temple és un clàssic exemple de les ermites que es troben als afores de les poblacions i que es construeixen a principis del segle xx. És un petit edifici gairebé quadrat, amb una façana coberta que amb una gran portalada adovellada de mig punt. Corona la façana un petit campanar d'espadanya realitzat amb maó i arc de mig punt. A la façana oposada s'hi localitzen les úniques obertures de tot el temple, dues petites finestres rectangulars que il·luminen l'absis.
Tot l'edifici es troba arrebossat i pintat recentment per la qual cosa no se'n pot observar l'aparell. La teulada és a doble vessant amb teula àrab i amb acabats puntuals en maó.
El pòrtic que protegeix la façana és també a doble vessant, amb el ràfec més baix i format per tres grans arcuacions de mig punt.

## Història
Fou construïda amb les aportacions de tot el poble. Actualment es troba oberta al culte. Es realitzen diversos aplecs i el dia de Sant Blai es diu missa.